# Ausur
Ausur est une entreprise espagnole qui exploite l'autoroute AP-7 entre Alicante et Carthagène.